# Теодор Бедефельд
Теодор Бедефельд (нім. Theodor Bödefeld; 9.1.1898 — 1959) — німецький електротехнік. 1931 року став професором Державної технічної школи в Карлсруе, з 1935 року очолив катедру Електричних машин в Мюнхенському технічному університеті. У роки Другої світової війни — керівник Технічних фахових курсів у Львові та професор Стамбульського технічного університету. У 1950-х роках працював на фірмі «Сіменс».

## Життєпис
Навчався у Вищих технічних школах Дармштадта та Ганновера.
1922 року працевлаштувався на машинобудівний завод «Thyssen» у Мюльгаймі-на-Рурі. 1931 року став професором Державної технічної школи в Карлсруе, з 1935 року очолив катедру Електричних машин в Мюнхенському технічному університеті. У цей час разом із Генріхом Зеквенцем (Heinrich Sequenz) написав знамениту книгу «Elektrische Maschinen».
У роки Другої світової війни — керівник Технічних фахових курсів у Львові та професор Стамбульського технічного університету. Після війни з політичних міркувань звільнений з технічної школи в Карлсруе, тому переїхав працювати до Стамбула, в Стамбульський технічний університет. У 1950-х роках працював на фірмі «Siemens-Schuckertwerke» (частина корпорації «Сіменс»).